# 禁じ手
禁じ手（きんじて）は、スポーツ、ゲームなどにおいて、安全性、公平性を確保するために設定された禁止事項のことである。分野によっては禁手、反則とも呼ばれる。

## スポーツの禁じ手
格闘的なスポーツに多く、目つぶしなど、主に受けた相手が試合後も障害が残る行為を禁じ手にしている。

### サッカーの禁じ手
サッカーでは危険行為全般を禁じ手としており、レッドカードを出されて即時退場処分になるなど重い処分が下される。

### プロ野球の禁じ手
プロ野球では、打者の頭部への故意のデッドボールなどが禁じ手とされている。

### バスケットボールの禁じ手
バスケットボールでは審判選手等への暴言暴力などの危険行為などが禁じ手とされている。

### 相撲の禁じ手
大相撲の勝負規定では、以下の行為が禁止されている。
1. 握り拳で殴ること
2. 頭髪（まげ）をつかむこと
3. 目またはみぞおちなどの急所を突くこと
4. 両耳を同時に両手のひらで張ること
5. 前立みつ（前ぶくろ）をつかみ、また横から指を入れて引くこと
6. ノドをつかむこと（ただし、のど輪はこの限りでない）
7. 胸、腹をけること
8. 一指、二指を折り返すこと

これらを実行すると自動的に反則負けとなる。相撲の地方巡業などで、これら禁じ手・反則を実演する初っ切りが観客に紹介されている。
引き技の流れの中で出てしまうこともある髷掴み以外は、実際に取り締まられることがほとんどない。
2020年には指折りを疑う物言いがあったこと自体がニュースとなった。力士達の道徳心や相撲を取り巻く価値観、いわゆる相撲道によって自主的に規制されている。ちなみに相撲教習所では、大相撲の力士には相撲道を含めた基本教育が施される。
東京大学相撲部OBで現部長、法学者の新田一郎は、「禁手の少なさ、制約の緩さは、法化された相撲規則の顕著な特徴である」と指摘し、「規則上は種々の関節技はもとより、顔面への頭突き、膝・肘・掌底による打突やハイキックなども許容される余地がある」と述べており、相撲雑誌では特に「頭を蹴る」ことが禁じ手として制定されていない点に触れる記事もある。
雷電爲右エ門は余りの強さ故に張り手、鉄砲（突っ張り）、閂、鯖折りを禁じ手にされていたという言い伝えが存在する。そのほか、旭道山は自身の張り手の威力が強すぎるため、自ら張り手を封印したこともある。
なお、小学生または中学生のアマチュア相撲大会では危険防止のため、反り手（居反り・撞木反り・掛け反り・襷反り・外襷反り・伝え反り）、河津掛け、鯖折り、閂および極め出し・極め倒しを禁じ技として制定している。また、アマチュア相撲全般では選手本人の肩幅の外側から相手の顔面を張ることを張り手と定義してこれを禁止している。

### 格闘技の禁じ手
格闘技はルールが多様化されているが、柔道、レスリング等の組技系の格闘技では、その乱取り形式の試合においてはすべての打撃技が禁じられている。逆に打撃系格闘技では投げ、関節技、絞め技はほとんど禁止されている。
金的、目潰し（サミング）、かみつきは、すべての格闘技に共通する禁じ手である。裏を返せば、禁じ手にされている攻撃はそれだけ相手に与えるダメージも大きいともいえる。このため、故意に禁じ手を繰り出す選手もいる。
頭突き、肘打ち、倒れた相手を蹴る行為は、一部の競技では有効であるが、禁じ手にされているケースが多い。

## ボードゲームの禁じ手
いくつかのゲームには、ルールで定められた禁じ手が存在する。禁じ手を打った（指した）場合、即座に負けとなるのが一般的である。

### 連珠の禁じ手
連珠ではゲームの性質上先手が有利である（禁手を一切設けない場合は先手必勝の方法が発見されている）ため、先手に束縛を加えることで公平に勝負できるようにしたものである。ハンディキャップの一種。
禁手は黒（先手）のみに設定され、三三、四四、長連が禁手となり、自ら打っても、相手に打たされてもその時点で負けとなる。このため、白番に限って黒に禁手を打たせて勝つ戦法がある。但し、黒が禁手を打ち白が黒の禁手に気づかずに次の手を打った場合は対局を続行させることができる。白はいずれも打つことができ、長連ができても勝ちになる。黒が五三三、五四四、五長連など五連と禁手が一手で同時にできた場合は黒の勝ちとなる。

### 将棋の禁じ手
将棋では二歩や打ち歩詰め、行き所のない駒の打ち込み（最上段の桂馬や香車、歩兵、上から二段目の桂馬）、連続王手の千日手は禁手であり、公式ルールではこのような手は指摘された時点で負けとなる。

### 囲碁の禁じ手
囲碁においては自殺手やコウをすぐ取り返すことは禁じ手である。

## 比喩的な用法
スポーツやゲームのように明確な規則で禁じられたものだけでなく、「使うべきでない」とされる手法についても「禁じ手」と呼ばれることがある。